# الاتحادية الجزائرية للفروسية
الاتحادية الجزائرية للفروسية، (بالفرنسية: Fédération Equestre Algérienne) أو اختصارا (FEA)، هي الجهة الرسمية المسؤولة والمشرفة على رياضة الفروسية في الجزائر، حيث تضع نظاما للتصنيف ومنافسات وطنية، الجامعة هي فرع الاتحاد الدولي للفروسية